# Кельтерн (Баден)
Кельтерн (нем. Keltern) — община в Германии, в земле Баден-Вюртемберг.
Подчиняется административному округу Карлсруэ. Входит в состав района Энц. Население на 31 декабря 2010 года составляло 9006 человек. Занимает площадь 29,83 км².